# Andri Ibo
Andri Ibo (sinh ngày 3 tháng 4 năm 1990) là một cầu thủ bóng đá người Indonesia hiện tại thi đấu cho Persipura Jayapura ở Indonesia Super League. Anh trai của anh Yohan Ibo cũng là một cầu thủ bóng đá.

## Sự nghiệp quốc tế
Anh ghi bàn trong trận đấu ra mắt cho U-23 Indonesia trước U-23 Brunei ngày 15 tháng 8 năm 2013.

### Bàn thắng quốc tế
Andri Ibo: Bàn thắng U-23 quốc tế
| Bàn thắng | Thời gian            | Địa điểm                                    | Đối thủ       | Tỉ số | Kết quả | Giải đấu       |
| --------- | -------------------- | ------------------------------------------- | ------------- | ----- | ------- | -------------- |
| 1         | 15 tháng 8 năm 2013  | Sân vận động Maguwoharjo, Sleman, Indonesia | U-23 Brunei   | 1–0   | 1–0     | Giao hữu       |
| 2         | 12 tháng 12 năm 2013 | Sân vận động Thuwunna, Yangon, Myanmar      | Thailand U-23 | 1–4   | 1–4     | SEA Games 2013 |

## Danh hiệu

### Danh hiệu quốc gia
U-23 Indonesia
- Huy chương Bạc Đại hội Thể thao Đoàn kết Hồi giáo (1): 2013